# Marieke van den Ham
Marieke van den Ham, née le 21 janvier 1983 à Wierden, est une joueuse de water-polo internationale néerlandaise. Elle remporte notamment le titre olympique lors des Jeux olympiques d'été de 2008 avec l'équipe des Pays-Bas.

## Palmarès

### En sélection
- Pays-Bas
  - Jeux olympiques :
    - Médaille d'or : 2008.